# Tigress
Tigresa é o nome de três diferentes supervilãs, as quais têm aparecido em várias séries publicadas pela DC Comics.

## História da publicação
Na era de ouro, Tigresa era uma ladra/espiã e inimiga de Zatara no final de 1930. Ela estreou em Action Comics # 1 (Junho de 1938), e foi criada por Fred Guardineer. Ela usava blusas com listras de tigre e lutava numa gangues de ladrões e assassinos. Ela aparentemente não tinha poderes.
A segunda Tigresa é Paula Brooks, que era uma membro da Young All-Stars, que mais tarde tornou-se uma vilã chamada a Caçadora.
A terceira Tigresa é Artemis Crock, a filha da segunda Tigress, e é membra da Sociedade da Injustiça. Ela estreou em Infinity Inc. # 34 e foi criada por Roy Thomas e Todd McFarlane.

## Biografia da personagem

### Inimiga de Zatara
A Tigresa original apareceu como inimiga principal de Zatara nas onze publicações da Action Comics, incluindo as edições 1, 3, 6, 7, 9, 10, 22, 23, 30, 35 e 42. Em sua primeira aparição, ela luta contra Zatara e seu assistente Tong durante a tentativa de roubar um trem de carga. Ela escapa e depois reaparece em histórias usando vários métodos na tentativa de matar os homens ricos, incluindo o uso de um avião de ataque, envenenando suas bebidas e infectando-os com uma doença a partir de um raro inseto sul-americano. Ela também usa sua influência como chefe da máfia para pressionar outros criminosos para ajudá-la em surtos de criminalidade, que geralmente envolvem assaltos a bancos e furtos de outros objetos de valor.
A entrada de Artemis em Who's Who Update '87 #1 afirma que a Tigress da Era de Ouro é a mãe de Paula Brooks (a segunda Tigresa e Huntress original) e a avó de Artemis Crock (a terceira Tigresa). No entanto, Who's Who Update '87 #5 revelou que nem Paula Brooks ou Artemis Crock estão relacionados com ela. Sendo assim o seu passado totalmente desconhecido

### Paula Brooks
A segunda Tigresa é Paula Brooks. Ela era um membro da Young All-Stars e mais tarde tornou-se a vilã Huntress (Caçadora). Mais tarde, ela se casou com o Sportsmaster , e teve uma filha, Artemis Crock, que se torna a terceira Tigress.

### Artemis Crock
Artemis Crock é a filha dos vilões da Era de Ouro, Paula Brooks e Crusher Crock. Ela tinha tomado uma carreira no crime, modelada após a de seus pais, mas só depois de alguns anos é que ela assumir o manto de Tigresa.
Durante a mini-série da DC, Legends, os povos da América foram virando contra os heróis, e uma lei foi feita que ninguém poderia operar legalmente vestindo um traje. Isso não afetou os vilões muito, como eles já estavam quebrando a lei. Para Artemis Crock revelou-se um momento oportuno para deixar seus pais e ir para o Centro de Detenção Empire State. Chamando-se única, Artemis juntou-se ao Assistente em sua nova Sociedade da Injustiça - que ele chamou de injustiça ilimitado. Eles superaram a segurança na Conferência Internacional de Comércio de Calgary, Canadá, ou seja, Infinict, Inc. e um contingente dos Guardiões Globais e forçou os heróis ajudarem de alguma confusão. Artemis libertou Nuklon e Rising Sun de Nova York e, com sua ajuda, libertou os criminosos mais velhos. Todos eles voltaram para Calgary para compartilhar a riqueza roubada, mas o plano ficou confuso quando Hourman reavivada e libertada, bem como quando Solomon Grundy foi trazido do Círculo Ártico. Foi Salomão quem incapacitou Artemis e seus pais, mas na confusão, eles foram capazes de escapar.

### Os Novos 52
Uma nova versão de Artemis apareceu em Os Novos 52. Aqui, ela é uma humana, sem poderes, mas foi treinada para ser uma lutadora forte. Ela ajuda os Titãs obterem os seus rolamentos antes de o abate começa e apresenta-los para outras meta-adolescentes que foram recolhidos. Após os Titãs serem tomados, um membro da tripulação de colheita tenta colocá-la em um estado de raiva. Ela luta para atrasa-los e se recusa a matar outras crianças, mas em vez disso é morta. Sua morte ajuda a motivar os Titãs e a Legião Perdida a se unirem para derrubar a Colheita. No final da série, em Teen Titans Annual #3, os Titãs descobrem que Artemis foi revivida pelo coronel da facilidade de colheita, como parte de uma segunda fase dos planos da colheita.

## Poderes e habilidades

### Artemis Crock
Tigresa e/ou Artemis possui habilidades de luta sobre-humano e é altamente treinada. Ela é uma exímia atiradora com sua besta. Ela tem um olfato apurado que lhe permite controlar a sua presa humana. Ela carrega uma besta compacta e uma aljava de flechas, facas, redes e bolas.

## Em outras mídias

### Televisão

#### Batman Beyond
Tigresa aparece em Batman Beyond, dublada por Cree Summer. Esta versão da personagem é um ser humano emendado com o DNA de tigre por um especialista em genética chamado Dr. Abel Cuvier.

#### Batman: Os Bravos e os Destemidos
Artemis Crock (em um traje de Tigresa) faz uma pequena participação no Batman:Os Bravos e os Destemidos no episódio ''Aquaman Outrageous Adventure". Ela é vista tirando  umas férias com seus pais, Sportsmaster e Huntress.

#### Justiça Jovem
Uma versão adolescente de Artemis Crock aparece como um dos principais personagens da Justiça Jovem. Esta versão é uma super-heroína dublada por Stephanie Lemelin e usa a identidade da super-heróina, Artemis. Sua identidade é um mistério para os personagens da série, mas foi revelado para os telespectadores através de uma carta que ela recebeu no oitavo episódio que contém seu nome completo, Artemis Crock.

#### Gotham
Tigresa aparece na segunda temporada de Gotham interpretada por Jessica Lucas. Esta versão da personagem é um vilã chamado Tabitha Galavan, irmã e executor principal do Theo Galavan (interpretado pelo ator James Frain ), ambos membros da família Dumas e parentes de SIlver St. Cloud. Tabitha ajudando Theo em sua vendeta familiar provoca caos em Gotham City, com vários vilões do Batman capaz de emergir gradualmente nas horas extraordinárias. Ela apareceu pela primeira vez em "Rise of the Villains: Damned If You Do ...", onde ela solta seis presos (consistindo de Jerome Valeska, Barbara Kean, Aaron Helzinger, Robert Greenwood, Arnold Dobkins, e Richard Sionis) antes de sequestrar Mayor Aubrey James como a primeira fase do plano de seu irmão. Das sombras, Tabitha usou suas habilidades como um franco atirador para garantir nenhuma das atividades da Maniax poderia ser rastreada até Theo.

#### Arrow
Madison McLaughlin fará seu papel como Evelyn na 5 ª temporada de Arrow, enquanto ela toma o manto de Artemis.

### Videogame
Artemis Crock é uma personagem jogável no jogo Young Justice: Legacy com Stephanie Lemelin reprisando seu papel.